# Annette Bade
Pour les articles homonymes, voir Bade.
Annette Margaret Bade (22 mars 1900 - 2 septembre 1975)  est une artiste américaine, connue comme Ziegfeld Girl.

## Jeunesse
Annette Margaret Bade est née à New York ; elle est la fille de William Bade et Lillian C. Bade (née Dittman). Ses parents étaient dans le show business, tout comme ses grands-parents. Elle quitte l'école après avoir terminé la 8e année.

## Carrière
Annette Bade est mannequin dans sa jeunesse. Elle apparait  à Broadway dans The Century Girl (1916–1917), Words and Music (1917–1918), Aphrodite (1919), Morris Gest's Midnight Whirl, la première revue de Gershwin à paraître à Broadway (1919–1920),,, Ziegfeld Midnight Frolic (1921), Ziegfeld 9 O'Clock Frolic (1921), Ziegfeld Frolic (1922),, Cold Feet (1923), et Vogues of 1924 (1924),. Elle apparait également dans un film muet, A Woman's Business (1920).
Elle apparait comme mannequin, et est l'une des clientes de la créatrice britannique Lucy, Lady Duff Gordon. Le critique George Jean Nathan plaisante en disant : « Je vénère Molière et les jambes d'Annette Bade ». Un autre critique l'a décrit comme « mince, blonde, jeune et possédant une voix quelque part entre un gémissement et un murmure ».

## Vie privée
Annette Bade épouse le publicitaire Alfred Clarence Mace Jr, décédé en 1934,,. Bade, toujours décrite comme étant de petite taille, a une fille, Anne Catherine Mace (1925–1980), qui mesurait plus de 1 mètre 80 ; elle est également devenue showgirl,,. Bade se remarie avec Irving Rose le 6 mai 1944 à Manhattan. Lors du recensement de 1940, Bade indique la profession de vendeuse. Elle est décédée le 2 septembre 1975 en Floride.